# Chimie douce
L'ambition de la chimie douce est de synthétiser des matériaux en s'inspirant des capacités des êtres vivants - plus ou moins élémentaires -, tels que les diatomées capables de produire du verre à partir de silicates dissous. Elle renouvelle la chimie du solide en substituant aux synthèses à haute température, qui conduisent au produit thermodynamique le plus stable, des synthèses à température ambiante (au plus quelques centaines de degrés Celsius) permettant d'obtenir divers produits cinétiques de la réaction.
Cette spécialité émerge au cours des années 1980 par regroupement de diverses pratiques plus anciennes sous un label commun. Elle cristallise bientôt sous l'appellation « chimie douce », en reprenant une expression du chimiste français Jacques Livage, qui paraît dans un article du journal Le Monde du 26 octobre 1977. Succès de la francophonie, l'expression « chimie douce » est employée telle quelle au début du XXIe siècle dans les publications scientifiques, anglophones et autres.
Son mode de synthèse s'apparente généralement aux réactions en jeu dans les polymérisations organiques et se base sur la constitution de solutions réactives sans apport énergétique essentiel (polycondensation). L'intérêt fondamental de ce type de polymérisation minérale obtenue à température ambiante est de préserver les molécules organiques ou micro-organismes que l'on souhaite y intégrer.
Les produits obtenus par les voies de la chimie douce, dits procédés sol-gel, peuvent se ranger sous plusieurs types :
- des structures minérales de qualités diverses (finesse, uniformité, etc.) ;
- des structures mixtes combinant le minéral et les molécules organiques ;
- des structures minérales encapsulant des molécules complexes et même des micro-organismes en conservant ou optimisant leurs caractéristiques bénéfiques.

Les premiers résultats ont consisté en la création de verres et de céramiques aux propriétés nouvelles.
Ces différentes structures plus ou moins composites sont mobilisables dans une vaste plage d'applications, depuis la santé jusqu'aux besoins de la conquête de l'espace.
Au-delà de son mode de synthèse, un composé au label « chimie douce » réunit les avantages du monde minéral (résistance, transparence, répétition de motifs, etc.) et le potentiel maintenant exploré de la biochimie et de la chimie organique (interface avec le monde organique, réactivité, capacité de synthèse, etc.).
Selon les praticiens de la chimie douce, cette spécialité n'en serait qu'à ses premiers succès et pourrait ouvrir de vastes perspectives pour l'avenir.